# ハラルド・スヴェルドラップ
ハラルド・スヴェルドラップ（Harald Ulrik Sverdrup、1888年11月15日 - 1957年8月21日）は、ノルウェーの海洋学者・気象学者。論文著作は200篇以上にものぼり、海洋学の発展、国際協力、後進の指導に尽力した。
1911年にオスロ大学を卒業してから、ヴィルヘルム・ビヤークネスの助手となり、海洋学、気象学の理論的研究をした。初期の研究には気象学の分野のものが多く、学位論文は北大西洋の貿易風に関するものであった。
1917年から1925年にかけて、ロアール・アムンセンを隊長とするモード号の北極探検に参加、1931年にもアメリカ合衆国の潜水艦ノーチラス号によるウィルキンス（Wilkins）の北極探検に加わった。これらの観測を元にして、海洋循環に関する新しい理論を出した。
1925～40年はベルゲン地球物理学研究所の、クリスチャン、ミッケルソン研究所の教授であった。その間アメリカにわたり、カーネギー研究所でカーネギー号の海洋観測の資料の整理をした。1936年カリフォルニア大学サンディエゴ校付属のスクリプス研究所所長となる。在任中の12年間に海流理論、大気と海洋と境界の問題、乱渦、湧昇などに関する多くの業績を残した。
第二次世界大戦中はカルフォルニア大学で戦時研究に従事し、水中音波、救命いかだ、風浪とうねりの研究などを指導して、上陸作戦などに成果を挙げる結果を出した。
1948年海洋循環のエネルギー源は密度差でなく、海面を吹く風によることを発表した。1948年に帰国してオスロの極地研究所所長となり、1957年～1958年の国際地球観測年には、南極観測、その他の研究を指導した。
1950年には、極地探検と海洋学への功績に対して、王立地理学会から金メダル（パトロンズ・メダル）を贈られた。